# Upadek ostrzegawczy
Upadek ostrzegawczy – w geriatrii jest to upadek osoby starszej, zwiastujący wystąpienie poważnych powikłań zdrowotnych. U około 5% osób w podeszłym wieku upadek może być zwiastunem:
- zapalenia płuc
- zakażenia układu moczowego
- zawału serca
- zastoinowej niewydolności serca

W przypadku złamania szyjki kości udowej odsetek ten wzrasta nawet do 15%.